# Dorothy Gibson
Dorothy Gibson, ameriška igralka, umetnica in manekenka, * 17. maj 1889, Hoboken, New Jersey † 17. februar 1946, Pariz, Francija.                                                                                    
Gibson je bila pomembna manekenka, igralka in umetnica v 20. stoletju. Igrala in nastopala je predvsem v nemških filmih. Najbolj znana je po tem, da je preživela potop ladje RMS Titanic in je pozneje tudi igrala v filmu "Saved From The Titanic", ki je bil prvi film posnet o Titanicu in njegovi nesreči. Med snemanjem filma je Gibson imela oblečena isto obleko s katero je preživela nesrečo. 